# André de Ribaupierre
André de Ribaupierre (* 29. Mai 1893 in Clarens, Kanton Waadt; † 17. Januar 1955 in Rochester) war ein Schweizer Violinist und Musikpädagoge.
Ribaupierre war Sohn eines Gärtners und einer Musikerin. Den ersten Geigenunterricht genoss er bei seinem Bruder Emile, später bei Ladislas Gorski in Montreux. 1914 wurde er zum Professor am Konservatorium Lausanne ernannt. 1919 lernte er in Cincinnati Eugène Ysaÿe kennen und arbeitete mit ihm; 1923 wurde er Lehrer am Institut für Musik in Cleveland.
1929 kehrte Ribaupierre nach Lausanne zurück. Er unterrichtete im Weiteren Violine in Lausanne an dem von seinen Geschwistern gegründeten Institut, sowie in Paris. 1948 bis zu seinem Tod unterrichtete er in Rochester an der Eastman School of Music.
Ribaupierre gründete ein Quartett gleichen Namens und spielte im Eastman Quartett.
Neben seiner Tätigkeit als Musiker war Ribaupierre ein begeisterter Hobbyalpinist.
Der Legende nach soll er 1928 das Matterhorn bestiegen und auf dem Berg die Chaconne aus der Bach-Partita Nr. 2 (BWV 1004) von Johann Sebastian Bach gespielt haben.

## Ribaupierre gewidmete Werke
Zwei Werke von Ernest Bloch tragen eine Widmung an André de Ribaupierre, darunter die berühmte Violinsonate Poème mystique.